# Kloster Schwarzhofen

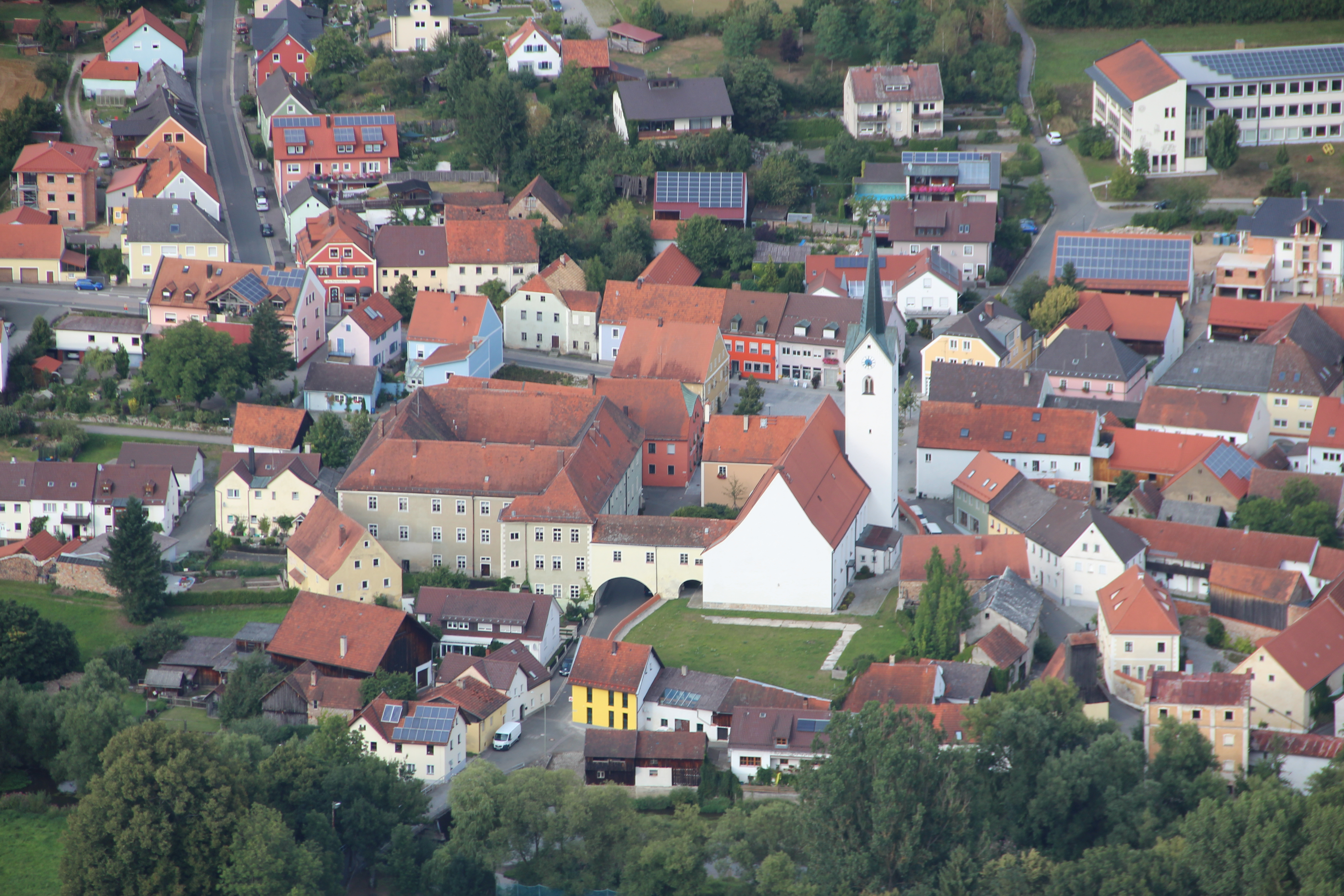
Klosteranlage in Schwarzhofen (2012).

Das Kloster Schwarzhofen ist ein ehemaliges Kloster der Dominikanerinnen in Schwarzhofen in Bayern in der Diözese Regensburg.

## Geschichte
Die Entstehung des Klosters geht auf eine Gruppe frommer Regensburgerinnen zurück, die sich um 1230 zu einer religiösen Gemeinschaft zusammenfanden, aus der dann das Kloster Heilig-Kreuz in Regensburg hervorging. Um diesen Frauen einen Kirchenbau zu ermöglichen, schenkte ihnen 1237 Graf Heinrich von Ortenburg die Pfarrei Schwarzhofen. Im Hintergrund dürfte jedoch die Gräfin Jutta von Ortenburg gewirkt haben, die im Nekrologium der Regensburger Dominikanerinnen als fundatorix bezeichnet wird. Heinrichs Nachkommen bestätigten die Schenkung mehrmals und in einer Ortenburger Urkunde von 1268 erlaubten sie es ihren Getreuen, Grundstücke an das Kloster zu schenken. Die Aussteller bezeichneten in dieser Urkunde sich und ihre Vorfahren als Gründer des Klosters. Man kann demnach davon ausgehen, dass das Kloster um 1240 durch die Grafen Rapoto IV. und Diepold von Ortenburg-Murach gegründet wurde. 1260 wird in einer Walderbacher Urkunde erstmals eine Priorin namens Dicmunde und eine Reihe in Schwarzhofen wirkender Dominikanerinnen genannt; die Priorin ist aber der Priorin von Heilig-Kreuz in Regensburg unterworfen (subieta). Entsprechend taucht ein Konvent in Schwarzhofen in mittelalterlichen Urkunden nicht auf. Graf Rapoto IV. von Ortenburg erlaubt 1285 den von Regensburg geschickten Nonnen die jederzeitige Rückkehr nach Regensburg. Dies wird als Folge der ersten Zerstörung des Klosters im Zuge der Kriegszüge des böhmischen Königs Ottokar II. gedeutet. Damit erlosch das monastische Leben in Schwarzhofen für vier Jahrhunderte. In Schwarzhofen verblieb den Dominikanerinnen der Klosterkreuzhof, der zuerst durch einen Laienbruder und in der Folge von weltlichen Verwaltern betreut wurde.

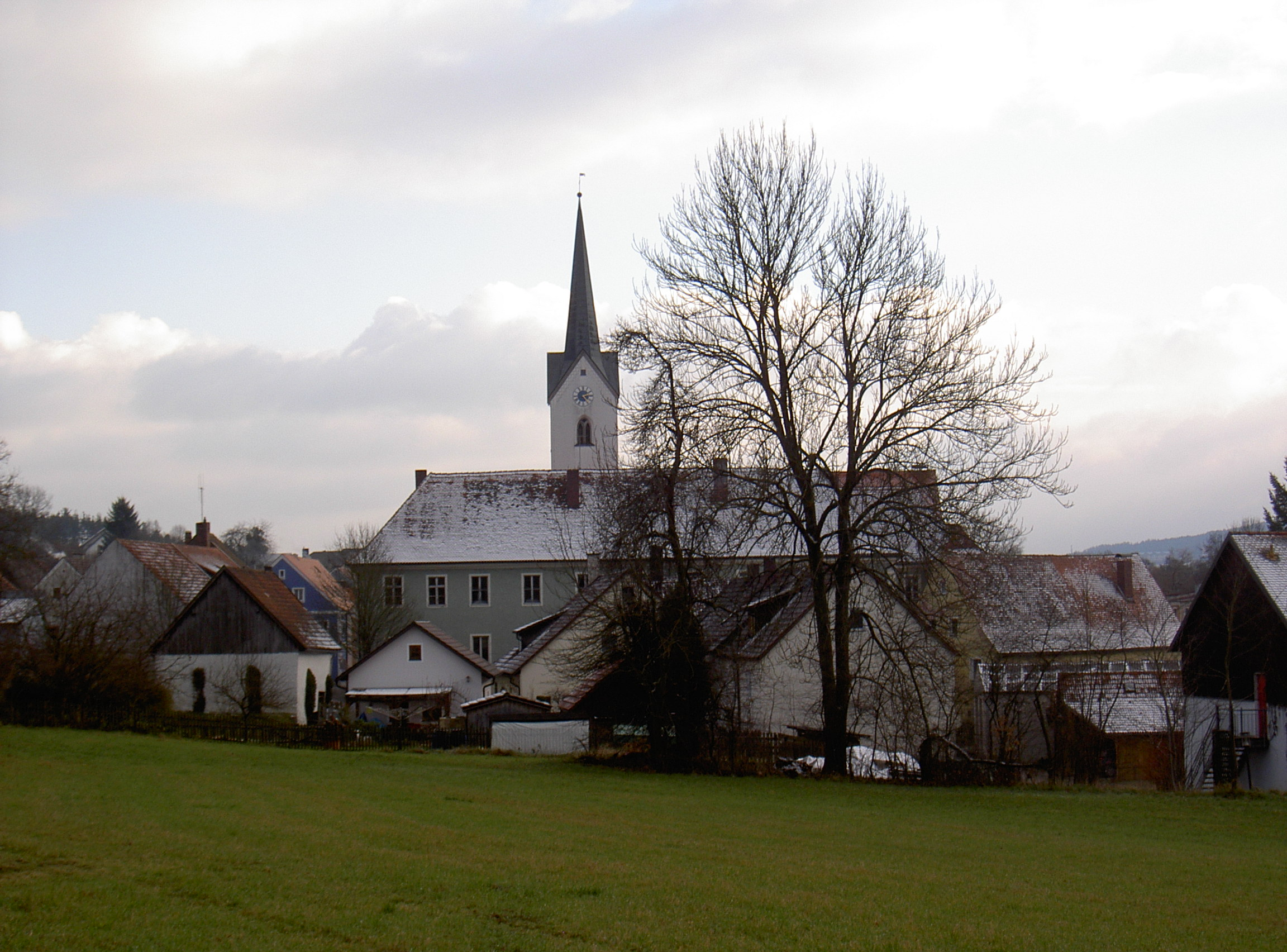
Kloster Schwarzhofen

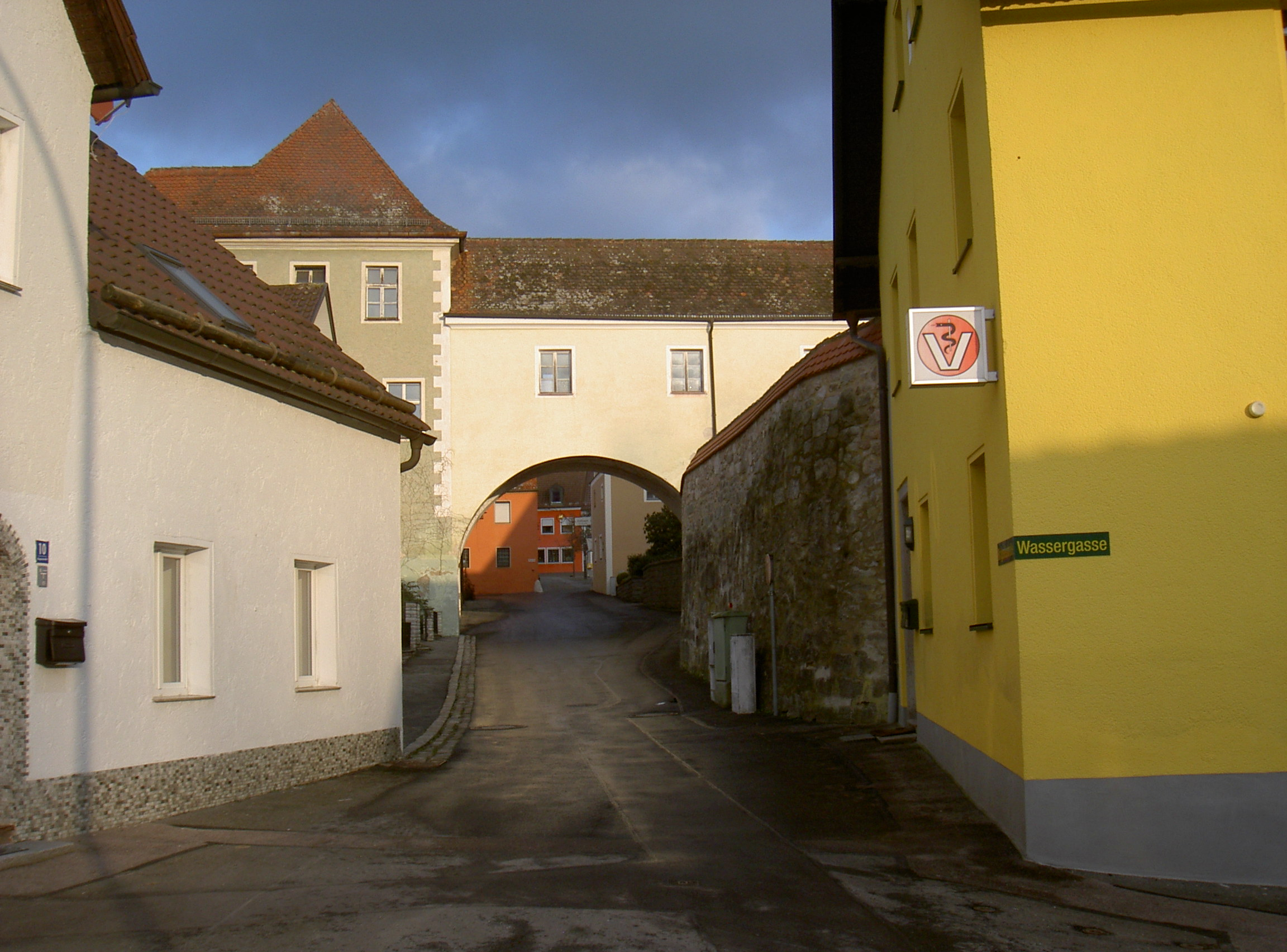
Kloster Schwarzhofen

## Neugründung des Klosters
1691 wurde von den Regensburger Dominikanerinnen beschlossen, in Schwarzhofen die Niederlassung der Dominikanerinnen in Schwarzhofen neu zu gründen. Insgesamt fünf Dominikanerinnen wurden nach Schwarzhofen abgestellt und es wurde mit dem Klosterneubau begonnen. 1702 konnte die Klausur feierlich eingeweiht werden. Zuerst wurde das Kloster von einer Vikarin geleitet. Die zweite Vikarin war Benedicta Teresia Garzweilerin (* 1637), die 1712 verstarb. In der Folge ließ man, auch als Zeichen der Abtrennung von dem Mutterkloster in Regensburg, eine Priorin wählen. 1712 zählte der Konvent bereits 20 Chor- und Laienschwestern. Nach einer finanziellen Krise wurde das Kloster im 18. Jahrhundert unter die Administration der Regierung in Amberg gestellt. Zwar konnten Teile der Schulden wieder abgetragen werden (der ruinöse Kauf der Hofmark Schwarzeneck von 1756 wurde 1774 wieder rückgängig gemacht), es ist aber nicht klar, ob bis zur Säkularisation alle Schulden getilgt waren.
1802 wurde das Kloster im Zuge der Säkularisation aufgelöst. Damals waren noch 15 Klosterschwestern vorhanden. Kirchen- und Klostereinrichtung, Klostergarten und Apotheke wurden verkauft. Das Klostergebäude erwarb Frau Zeugerin, Handelsfrau und Wirtin in Schwarzhofen. Die Klosterkirche wurde versteigert und im Laufe der folgenden Jahre abgebrochen. 1836 richteten die Armen Schulschwestern hier einen Konvent ein und nutzten die verbliebenen Gebäudeteile, sie errichteten dort auch eine Schule für Mädchen.

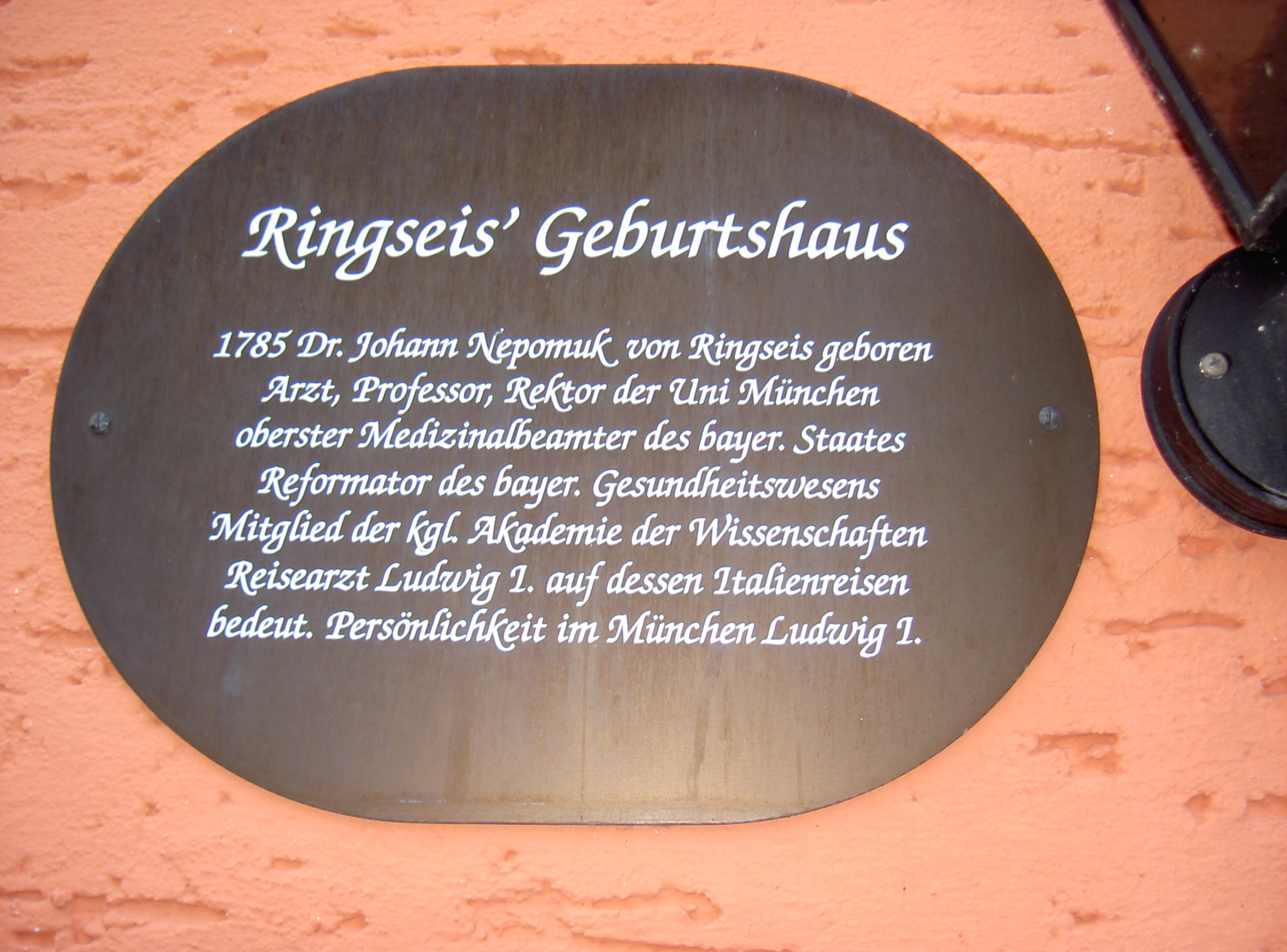
Gedenktafel am Geburtshaus von Johann Nepomuk von Ringseis

In einem Teil des Klosters wurde im 19. Jahrhundert die Dr. von Ringseissche Pfründeanstalt untergebracht, d. h. ein Altersheim für Schwarzhofen.